# 西部州 (カメルーン)
西部州（せいぶしゅう）（英語：West Province、フランス語：Province de l'Ouest）は、カメルーン西部にある州で、面積は13,872km2で国内最小。人口は1,339,791人（1987年）である。州都はバフーサム（Bafoussam）。

## 隣接州
- 北西州 (カメルーン)
- アダマワ州 (カメルーン)
- 中央州 (カメルーン)
- リトラル州
- 南西州

## 下位行政区画

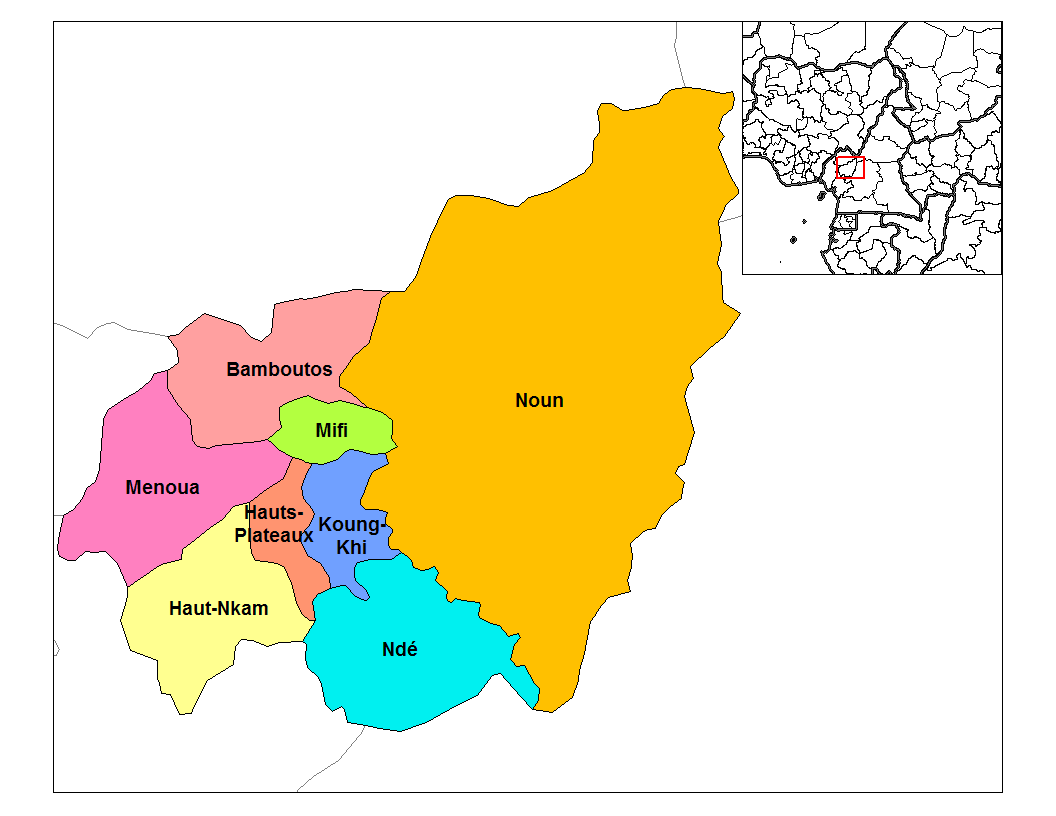
西部州の県

- Noun - 中心都市：フーンバン（英語版）
- Ndé - 中心都市：バンガンテ（英語版）
- Haut-Nkam - 中心都市：バファン（英語版）
- Menoua - 中心都市：ジャング（英語版）
- Mifi - 中心都市：バフーサム
- Bamboutos - 中心都市：ムブーダ（英語版）
- Hauts-Plateaux - 中心都市：バアム（英語版）
- Koung-Khi - 中心都市：バンジュン（英語版）